# Culcitium
 Culcitium  Bonpl., 1808 è un genere di piante angiosperme dicotiledoni della famiglia delle Asteraceae (sottofamiglia Asteroideae).

## Etimologia
Il nome scientifico del genere è stato definito dal botanico Aimé Jacques Alexandre Bonpland (1773-1858) nella pubblicazione " Alexandri de Humboldt et Amati Bonpland Plantae Aequinoctiales. Paris" ( Pl. Aequinoct. [Humboldt & Bonpland] 2(9): 1, tt. 66, 67) del 1808.

## Descrizione

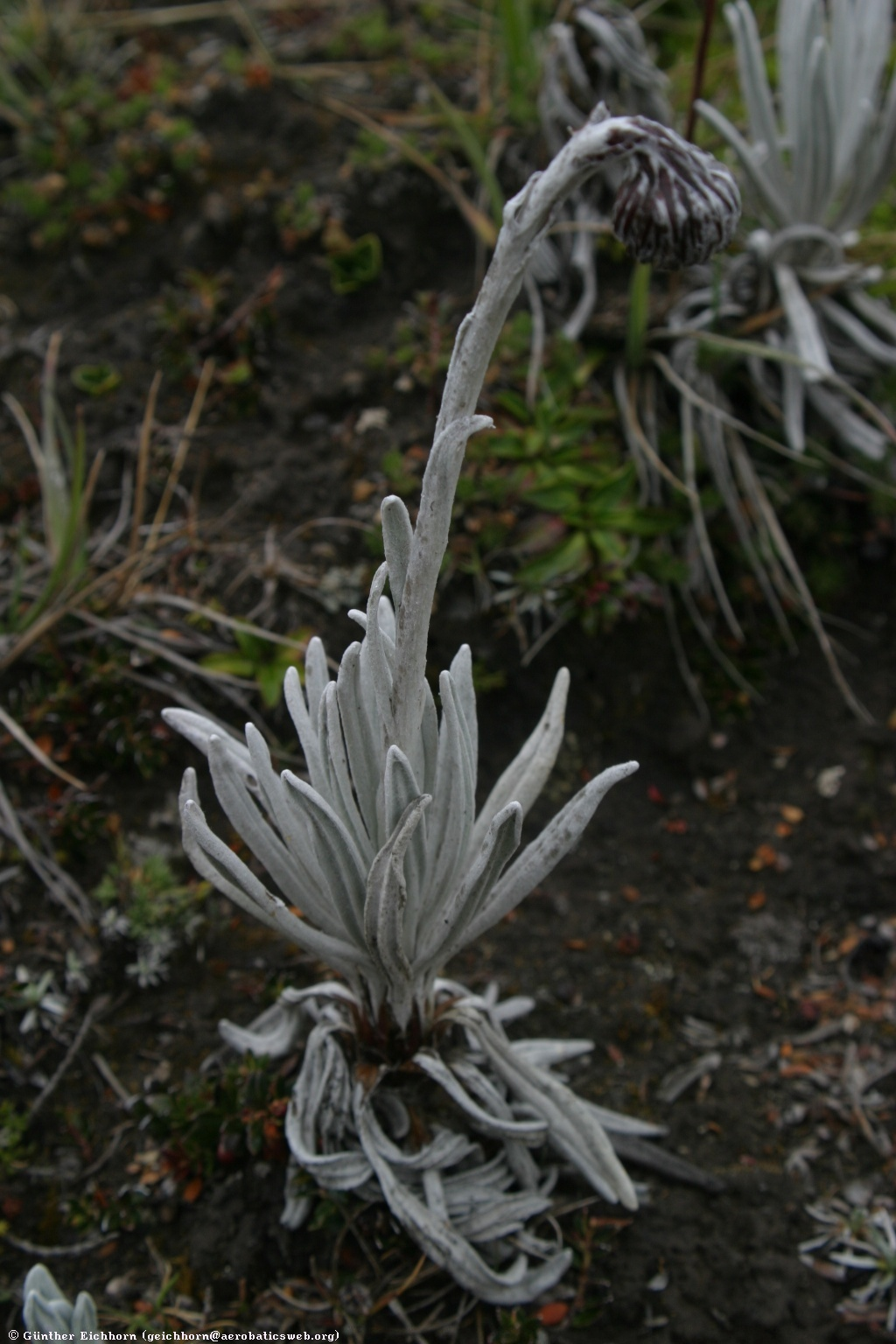
Il portamento
Culcitium nivale

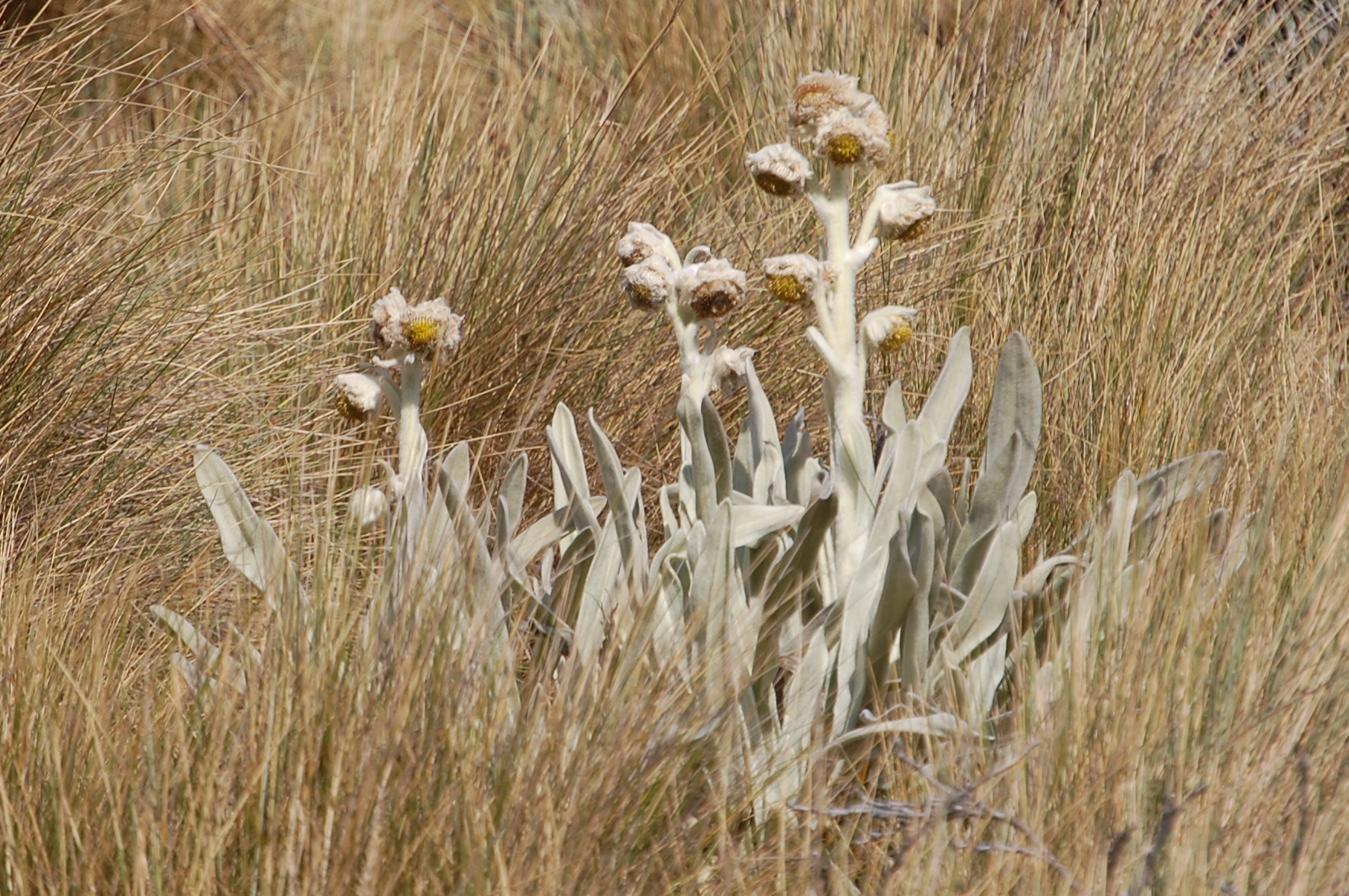
Le foglie
Culcitium canescens

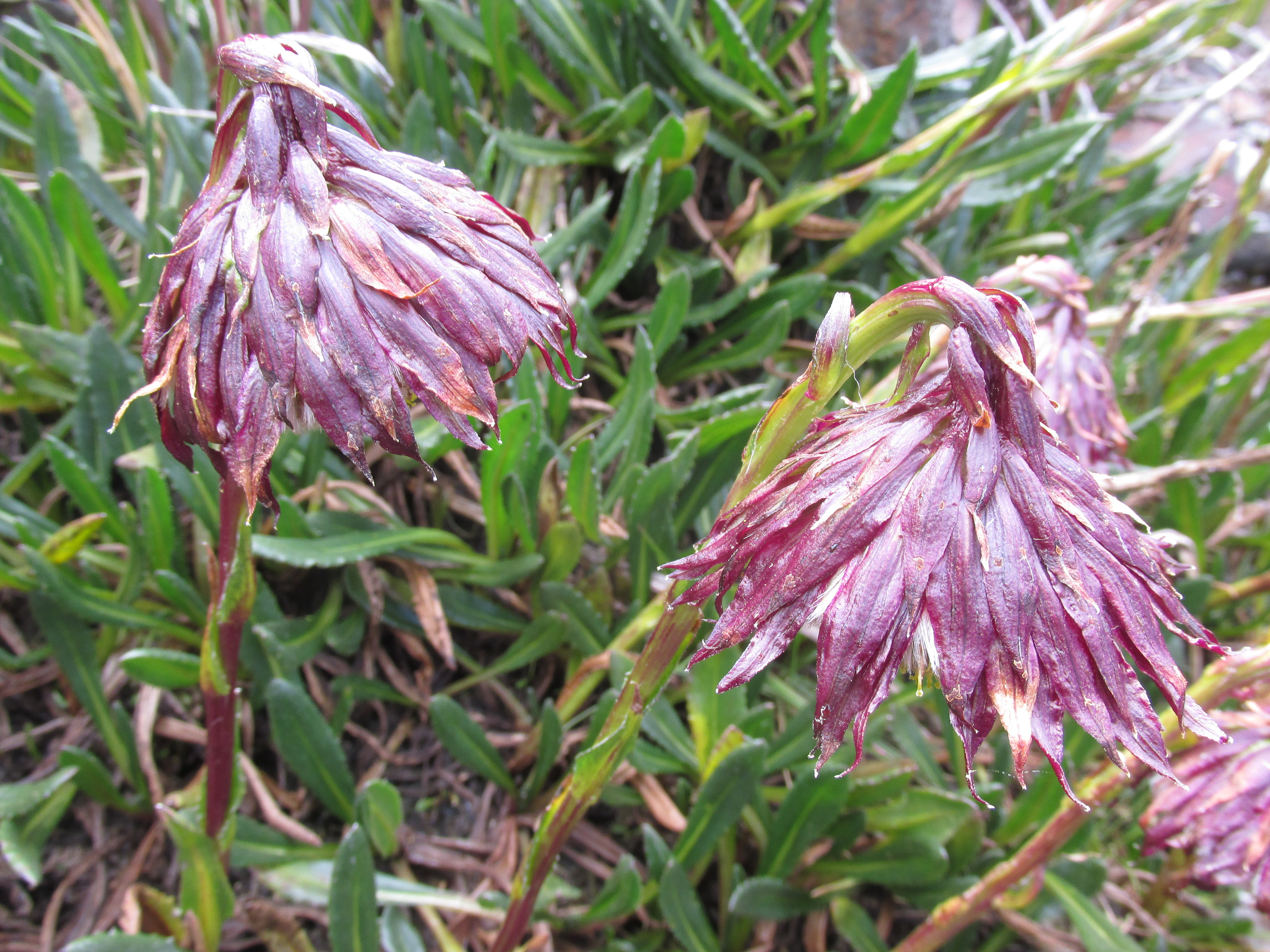
Infiorescenza
Culcitium serratifolium

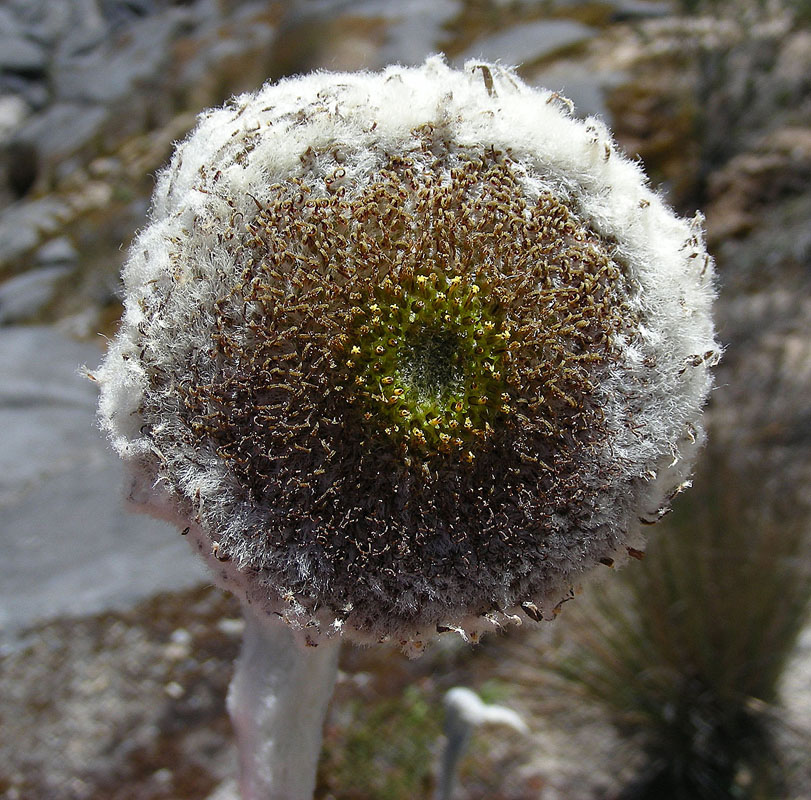
I fiori
Culcitium canescens

Habitus. Le specie di questo genere hanno un habitus di tipo erbaceo perenne con superfici densamente tomentose.
Radici. Le radici in genere sono secondarie da rizoma e possono essere fibrose. I rizomi sono striscianti oe/ legnosi.
Fusto. La parte aerea in genere è eretta e semplice.
Foglie. Le foglie sono basali di tipo rosulato disposte in modo alternato. Sono picciolate o sessili. La forma della lamina è intera da lanceolata ad ellittica. I margini sono interi o dentati o seghettati. La superficie è tomentosa.
Infiorescenza. Le sinflorescenze sono composte da uno o più capolini organizzati in formazioni lasse e corimbose. Le infiorescenze vere e proprie sono formate da un largo capolino terminale, peduncolato e annuente di tipo discoide. Alla base dell'involucro è presente un calice formato da brattee fogliacee. I capolini sono formati da un involucro, con forme da cilindriche a campanulate o emisferiche, composto da diverse brattee, al cui interno un ricettacolo fa da base ai fiori di tipo tubuloso. Le brattee sono disposte in modo embricato su più serie connate alla base. Il ricettacolo è nudo (senza pagliette a protezione della base dei fiori); la forma è convessa e a volte è alveolato.
Fiori.  I fiori sono tetra-ciclici (formati cioè da 4 verticilli: calice – corolla – androceo – gineceo) e pentameri (calice e corolla formati da 5 elementi). Sono inoltre ermafroditi e actinomorfi (fiori solamente tubulosi).
- Formula fiorale:

*/x K {\displaystyle \infty }, [C (5), A (5)], G 2 (infero), achenio
- Calice: i sepali del calice sono ridotti ad una coroncina di squame.
- Corolla: nella parte inferiore i petali della corolla sono saldati insieme e formano un tubo. In particolare le corolle dei fiori del disco centrale (tubulosi) terminano con delle fauci dilatate a raggiera con cinque lobi. I lobi possono avere una forma da deltoide a triangolare-ovata. Il colore delle corolle è giallo o crema.
- Androceo: gli stami sono 5 con dei filamenti liberi. La parte basale del collare dei filamenti può essere dilatata. Le antere invece sono saldate fra di loro e formano un manicotto che circonda lo stilo. Le antere sono senza coda ("ecaudate") oppure sono sagittate o anche minutamente auricolate; a volte sono presenti delle appendici apicali che possono avere varie forme (principalmente lanceolate). La struttura delle antere è di tipo tetrasporangiato, raramente sono bisporangiate. Il tessuto endoteciale è radiale o polarizzato. Il polline è tricolporato (tipo "helianthoid").[10]
- Gineceo: lo stilo è biforcato con due stigmi nella parte apicale. Gli stigmi sono troncati o ottusi; possono avere un ciuffo di peli radicali o in posizione centrale; possono inoltre essere ricoperti da minute papille; altre volte i peli sono di tipo penicillato. Le superfici stigmatiche sono separate o parzialmente confluenti, oppure continue.  L'ovario è infero uniloculare formato da 2 carpelli.

Frutti. I frutti sono degli acheni con pappo. La forma degli acheni è oblunga; la superficie è percorsa da diverse coste longitudinali ed è glabra. Possono essere presenti delle ali o degli ispessimenti marginali. Non sempre il carpoforo è distinguibile. Il colore del frutto può essere nero o bruno. Il pappo è formato da numerose setole snelle.

## Biologia
Impollinazione: l'impollinazione avviene tramite insetti (impollinazione entomogama tramite farfalle diurne e notturne).
Riproduzione: la fecondazione avviene fondamentalmente tramite l'impollinazione dei fiori (vedi sopra).
Dispersione: i semi (gli acheni) cadendo a terra sono successivamente dispersi soprattutto da insetti tipo formiche (disseminazione mirmecoria). In questo tipo di piante avviene anche un altro tipo di dispersione: zoocoria. Infatti gli uncini delle brattee dell'involucro (se presenti) si agganciano ai peli degli animali di passaggio disperdendo così anche su lunghe distanze i semi della pianta. Inoltre per merito del pappo il vento può trasportare i semi anche a distanza di alcuni chilometri (disseminazione anemocora).

## Distribuzione e habitat
Le specie di questo genere sono distribuite in Sud America con habitat montani (Ande).

## Tassonomia
La famiglia di appartenenza di questa voce (Asteraceae o Compositae, nomen conservandum) probabilmente originaria del Sud America, è la più numerosa del mondo vegetale, comprende oltre 23 000 specie distribuite su 1 535 generi, oppure 22 750 specie e 1 530 generi secondo altre fonti (una delle checklist più aggiornata elenca fino a 1 679 generi). La famiglia attualmente (2021) è divisa in 16 sottofamiglie; la sottofamiglia Asteroideae è una di queste e rappresenta l'evoluzione più recente di tutta la famiglia.

### Filogenesi
Il genere di questa voce appartiene alla sottotribù Senecioninae della tribù Senecioneae (una delle 21 tribù della sottofamiglia Asteroideae). In base ai dati filogenetici la sottotribù, all'interno della tribù, occupa il "core" della tribù e insieme alla sottotribù Othonninae forma un "gruppo fratello".
I seguenti caratteri sono indicativi per la sottotribù:
- il portamento è molto vario (erbe, arbusti, liane, epifite, alberelli o alberi);
- le foglie sono sia basali che cauline disposte in modo alternato;
- sono presenti capolini sia radiati, disciformi o discoidi;
- le antere sono tetrasporangiate, raramente bisporangiate.

La struttura della sottotribù è molto complessa e articolata (è la più numerosa della tribù con oltre 1 200 specie distribuite su un centinaio di generi) e al suo interno sono raccolti molti sottogruppi caratteristici le cui analisi sono ancora da completare. Il genere di questa voce, come i generi Aetheolaena, Iocenes e Lasiocephalus, tutti difficili da definire, inizialmente era descritto all'interno del grande genere (polifiletico) Senecio. I quattro generi citati possono essere raggruppati in base ad alcuni caratteri apomorfi (caratteri derivati nuovi) come il colore dei fiori, la morfologia dello stilo, o altri caratteri comuni quali l'habitus derivato dagli habitat montani, i capolini annuenti e discoidi, e la densa pubescenza.
I caratteri distintivi per le specie del genere  Culcitium  sono:
- il portamento è erbaceo densamente lanoso:
- i capolini, discoidi, sono larghi, solitari o pochi e annuenti;
- il genere è specifico del Sud America.

### Elenco delle specie
Questo genere ha 17 specie:
- Culcitium albifolium Zoellner
- Culcitium candidum  D.Don ex Hook. & Arn.
- Culcitium canescens  Bonpl.
- Culcitium dasyphyllum  Gand.
- Culcitium depressum  D.Don ex Hook. & Arn.
- Culcitium gilliesii  (Hook. & Arn.) Speg.
- Culcitium haenkei  Wedd.
- Culcitium herrerae  Mattf. ex Herrera
- Culcitium magellanicum  Hombr. & Jacquinot ex Decne.
- Culcitium neaei  Sch.Bip. ex Wedd.
- Culcitium nivale  Kunth
- Culcitium oligocephalum  Cabrera
- Culcitium peruvianum  Klatt
- Culcitium pflanzii  Perkins
- Culcitium rufescens  Bonpl.
- Culcitium serratifolium  Meyen & Walp.
- Culcitium tenellum  Dusén